# Avio Linee Italiane
Avio Linee Italiane (ALI) — колишня італійська авіакомпанія, що існувала в 1926—1952 роках і здійснювала внутрішні авіапоштові перевезення. Належала Fiat Group, пізніше увійшла до складу Linee Aeree Italiane (LAI). Єдина італійська компанія, що не була не націоналізована під час Другої світової війни.

## Історія

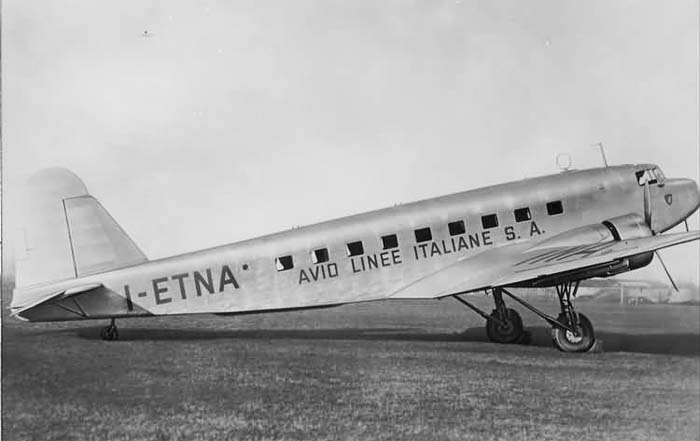
Лайнер Fiat G.18 компанії Avio Linee Italiane

Компанію було засновано в 1926 році.  З травня 1928 року вона займалася пасажирськими перевезеннями між Римом та Мюнхеном, а з 1931 до обслуговуваних нею аеропортів додався Берлін. Станом на 1931 рік ALI мала флот з семи літаків Fokker F.VII. В 1930-х роках її діяльність розповсюдилась на інші італійські міста, і в 1938 році вона почала виконувати рейси за ще одним міжнародним маршрутом (Венеція — Мілан — Турин — Париж — Лондон). У 1939 році кількість літаків компанії зросла до 16, включаючи один DC-2 (I-EROS), 9 Fiat G.18/G.18V, і 6 машин Savoia-Marchetti (імовірно S.73).
Зі вступом Італії в 1940 році у Другу світову війну ALI увійшла до складу Командування спеціальної повітряної служби італійських королівських ВПС. За час війни було втрачено принаймні 1 S.73 та 4 G.18.
У 1947 році компанія була відновлена. Тоді вона використовувала Fiat G.12,  і додатково замовила 6 G.212 та придбала щонайменше 1 C-47. В 1949 відбулося злиття ALI з двома невеликими компаніями, заснованими після війни: Airone (що також володіла Fiat G.12) і Trans-Adriatica; нова компанія, що мала 7 G.12/G.212 і 12 C-47 отримала назву Avio Linee Italiane-Flotte Reunite (ALI-FR). Тепер вона обслуговувала Барселону, Париж, Брюссель, Амстердам, Франкфурт, Прагу, Відень, Афіни.
У березні 1952 року ALI-FR була ліквідована, її майно дісталося компанії LAI, яка у 1957 році увійшла до складу Alitalia.

## Аварії та катастрофи
(За матеріалами сайту  Aviation Safety Network):
- 16 березня 1940 року S.73 (I-SUTO), що виконував рейс Триполі - Катанія - Рим, врізався в схил вулкана Стромболі, загинули всі особи, які знаходилися на борту: 5 членів екіпажу і 14 пасажирів (у тому числі льотчик-ас Андреа Зотті та письменниця Мура.
- 16 листопада 1942 року Fiat G.18 (I-ETNA) через проблеми з паливом впав поблизу Мілана і не підлягав відновленню, жертв немає.
- 29 січня 1943 року Fiat G.18 (I-EURE) на маршруті Белград — Венеція, заходячи на посадку, спробував опуститися нижче за туман і, зачепивши крилом воду, розбився за 500 метрів від аеродрому. Загинуло 5 осіб
- 1 липня 1948 року G.212PW (I-ELSA) розбився під час вимушеної посадки на аеродром Кеєрберген (Бельгія), загинули 4 члени екіпажу та 4 пасажири.
- 6 грудня 1948 року C-47 (I-ETNA (номер був використаний повторно на іншому літаку)) розбився під час зльоту в аеропорту Мілан-Лінате, загинуло 6 членів екіпажу та 1 пасажир.
- 4 травня 1949 року G.212CP (I-ELCE), що виконував чартерний рейс, на підльоті до аеропорту Туріна в умовах поганої видимості зачепив огорожу церкви і розбився, загинули всі люди,  що знаходилися на борту, в тому числі місцева футбольна команда, яка поверталася з Португалії, всього 31 особа.